# Alfred Jeanroy
Alfred-Marie-Henri-Gustave Jeanroy (Mangiennes, Meuse, Lorena, 5 de julio de 1859 - Saint Jean, Alto Garona, 13 de marzo de 1954), lingüista, filólogo, romanista, provenzalista francés. 

## Biografía
Tras su preparación en la escuela normal de Verdún, entró en 1878 en la École de Hautes Études, donde escuchó clases del filósofo Henri Bergson y del socialista Jean Jaurés; agregado de letras en 1881, tuvo por maestros a Gaston Paris y Paul Meyer, fundadores de la nueva filología francesa. Ese mismo año enseñó retórica en el liceo de Troyes y dos años después en Besançon, y en 1885 en el Colegio Stanislas de París; en 1889 empezó a enseñar en la Universidad de Poitiers, donde hizo una tesis obre los orígenes de la poesía lírica en la Edad Media francesa, y luego en la Universidad de Toulouse, donde sucedió a Antoine Thomas; en 1909 enseñaba ya en la Sorbona, donde asumió la cátedra de Lenguas y Literaturas de la Europa Meridional, formalmente ocupada por Claude Fouriel. También fue director de estudios sobre literatura medieval en la École Pratique des Hautes Études.
Destacó como estudioso de la poesía trovadoresca provenzal, habiendo publicado más de seiscientos títulos sobre esta materia casi siempre. Hizo ediciones ya clásicas de trovadores como Guillermo IX de Aquitania, Marcabrú, Jaufré Rudel o Cercamon. Estableció una influyente división en la segunda generación de trovadores: "Idealistas" (por ejemplo Jaufré Rudel, Ebles de Ventadorn) y "Realistas" (por ejemplo, Marcabrú).

## Algunas obras
- 1893, Mystères provençaux du quinzième siècle, publ. con una introducción y glosario par A. Jeanroy y H. Teulié, Toulouse, Privat.
- 1913, Les chansons de Guillaume IX, duc d’Aquitaine: (1071-1127), Paris, Champion.
- 1914, Les Joies du Gai Savoir: Recueil de poésies couronnées par le consistoire de la Gaie Science (1324-1484), publ. avec la trad. de J. B. Noulet, rev. et corr.; une introd., des notes et un glossaire, Toulouse, Privat / Paris, Picard.
- 1922, Les Poésies de Cercamon, Paris, Champion.
- 1924, La geste de Guillaume Fièrebrace et de Rainouart au Tinel, d’après les poèmes des XIIe et XIIIe siècles, de Boccard, Paris.
- 1925 Les origines de la poésie lyrique en France au moyen age: études de littérature française et comparée, suivies de textes inédits, Paris: H. Champion, 3.ª ed.
- 1927, Anthologie des troubadours, XIIe-XIIIe siècles. Introduction, traductions et notes par Alfred Jeanroy.
- 1934, La poésie lyrique des troubadours, Toulouse, Privat / Paris, Didier.
- 1945, Histoire sommaire de la poésie occitane. Des origines à la fin du XVIIIe, Toulouse, Privat / Paris, Didier.
- 1957, Jongleurs et troubadours gascons des XIIe et XIIIe siècles, Paris, Champion.